# Kamafugiti (serie delle)
La serie delle kamafugiti, come definita da Sahama (1974), è un gruppo di rocce ignee o magmatiche principalmente effusive, alcaline ultrapotassiche ed estremamente sottosature in silice, caratterizzate dalla presenza del feldspatoide kalsilite (KAlSiO4), associato alla leucite (KAlSi2O6) e/o alla melilite [(Ca,Na)2(Al,Mg,Fe2+)(Si,Al)2O7]. La tessitura è olocristallina o ipocristallina porfirica.

## Etimologia
Il nome, coniato da Sahama, è un acronimo dei nomi delle principali rocce della serie: KAtungite, MAFugite e UGandite. La prima descrizione di lave a kalsilite fu effettuata da Holmes e Harwood (1932), che descrissero le rocce pleistoceniche del complesso vulcanico di Toro-Ankole, nella zona meridionale dell'Uganda.

## Mineralogia e classificazione
Come risulta dalla tabella 1, le Kamafugiti, con l'eccezione dell'ugandite, sono caratterizzate dalla presenza della kalsilite, alla quale si associano o meno la leucite, la melilite, il clinopirosseno, l'olivina e il vetro vulcanico. Come accessori possono essere presenti la perovskite e ossidi opachi. 
| Nome       | flogopite | clino- pirosseno | leucite | kalsilite | melilite | olivina | vetro |
| ---------- | --------- | ---------------- | ------- | --------- | -------- | ------- | ----- |
| Mafurite   | –         | O                | –       | O         | –        | O       | O     |
| Katungite  | –         | –                | O       | O         | O        | O       | O     |
| Venanzite  | O         | O                | –       | O         | –        | O       | –     |
| Coppaelite | O         | O                | –       | O         | O        | –       | –     |

O = presente; – = assente
Secondo lo IUGS le rocce a kalsilite senza leucite o melilite andrebbero chiamate kalsilititi e le uganditi, che non hanno kalsilite, andrebbero classificate come olivina leucititi. Le rocce intrusive contenenti kalsilite andrebbero invece chiamate  kalsilite pirosseniti. Le rocce intrusive della provincia petrologica dell'Aldan e Nord-Baikal, in Russia, pur contenendo kalsilite, non sono kamafugiti: così la roccia chiamata localmente synnyrite diventa una kalsilite sienite è quella chiamata yacutite una kalsilite-biotite pirossenite. Sempre lo IUGS raccomanda di sostituire i termini storici delle kamafugiti con quelli proposti nella tabella 2.
| Nome storico | Nome raccomandato                              |
| ------------ | ---------------------------------------------- |
| Mafurite     | olivina-pirosseno kalsilitite                  |
| Katungite    | kalsilite-leucite-olivina melilitite           |
| Venanzite    | kalsilite-flogopite-olivina-leucite melilitite |
| Coppaelite   | kalsilite-flogopite melilitite                 |
| Ugandite     | pirosseno-olivina leucitite                    |

## Caratteristiche geochimiche
Le kamafugiti hanno un contenuto estremamente basso di silice (SiO2), sono povere in allumina (Al2O3) e ricche in CaO (di solito >12%) e K2O (>3%). Hanno un alto rapporto Mg/(Mg + Fe2+) (tra 0,84 e 0,93) e un alto valore di elementi compatibili (Ni + Cr > 1000 ppm). Il rapporto (Na + K)/Al è molto variabile (da 1,1 a 6), mentre gli elementi incompatibili ad alta carica (HFSE) hanno un pattern simile a quello delle carbonatiti estrusive. Le kamafugiti, inoltre, sono caratterizzate dalla presenza normativa di kalsilite, melilite e perovskite.

## Origine delle kamafugiti
il motivo per cui lo IUGS, pur raccomandando i termini elencati nella tabella 2, non propone di eliminare il termine kamafugite o serie delle kamafugiti è che queste rocce sono ritenute consanguinee.

La genesi delle kamafugiti, rocce molto rare, è tutt’altro che chiara, ma un aspetto molto importante è che sono rocce strettamente legate alle carbonatiti e, come queste, hanno origine dalla fusione parziale di un mantello di composizione inusuale. Secondo Stoppa e Cundari (1998), almeno per le kamafugiti italiane, gli aspetti geochimici e petrologici depongono a favore di una rapida ascesa attraverso la litosfera di un fuso kamafugitico/carbonatitico, con separazione della fase carbonatica per immiscibilità dei liquidi che, secondo i dati sperimentali di Lucas et al. (2012), avverrebbe nel mantello a 1,7 GPa e 1220 °C. La particolare composizione delle kamafugiti è indicativa di una fusione scarsa del mantello, con rapida separazione del fuso e altrettanto rapida risalita. Queste caratteristiche si possono collegare ad un incipiente assottigliamento della litosfera continentale durante l'apertura di un rift.

## Distribuzione
In Italia: 

- Provincia Magmatica intra-Appenninica (Quaternario): a San Venanzo, Terni (da cui il nome venanzite, 0,29 Ma); Cupaello (da cui il nome coppaelite, 0,64 Ma), Oricola-Carsoli (0,53 Ma), Grotta del Cervo (0,5 Ma?)[2]

Nel mondo:

- Mata de Corda, Brasile (Cretaceo)
- Provincia magmatica pleistocenica di Toro-Ankole, nel Sud dell'Uganda (da cui il nome uganditi)
- Bunyaruguru, Uganda